# Gigantozaur (serial animowany)
Gigantozaur (ang. Gigantosaurus, od 2019) – francusko-amerykański serial animowany w reżyserii Oliviera Lelardoux'a, wyprodukowany przez wytwórnię Cyber Group Studios. Serial jest oparty na książce autorstwa Jonny'ego Duddle'a.
Premiera serialu odbyła się w Stanach Zjednoczonych 18 stycznia 2019 na amerykańskich kanałach Disney Channel i Disney Junior. W Polsce premiera serialu odbyła się 29 kwietnia 2019 na antenie polskiego Disney Junior.
11 grudnia 2019 potwierdzono, że serial został przedłużony o drugi i trzeci sezon.
Na podstawie serialu powstała gra zręcznościowa, którą stworzyła firma WildSphere i której premiera miała miejsce w 2020 roku.

## Fabuła
Akcja serialu rozgrywa się w prehistorycznej krainie i opowiada o przygodach czworga młodych dinozaurów – ankylozaur Rudzi, triceratops Miłki, parazaurolofa  Czupura i brachiozaura Dudka. Młode dinozaury są zafascynowane olbrzymim "gigantozaurem", który imponuje im swoją wielkością i siłą.

## Obsada
- Nahanni Mitchell – Mazu (Rudzia)
- Áine Sunderland – Tiny (Miłka)
- Nicholas Holmes – Bill (Dudek)
- Dylan Schombing – Rocky (Czupur)

## Wersja polska
Wersja polska: SDI Media Polska

Reżyseria: Joanna Węgrzynowska-Cybińska

Dialogi: Elżbieta Pruśniewska

Kierownictwo muzyczne: Monika Malec

Opracowanie piosenek: Elżbieta Pruśniewska

W wersji polskiej udział wzięli:
- Maciej Wołynko – Czupur
- Katarzyna Wincza – Rudzia
- Borys Wiciński – Dudek
- Katarzyna Mogielnicka – Miłka
- Przemysław Bluszcz – Tops
- Kinga Ilgner
- Damian Kulec – Archie
- Przemysław Wyszyński – Ignacjusz
- Ewa Konstancja Bułhak
- Krzysztof Szczepaniak – Raptor 1
- Agata Góral – Raptor 2
- Karol Kwiatkowski – Maro
- Tymon Moryc

W pozostałych rolach:
- Maksymilian Bogumił – Ignacjusz
- Barbara Garstka – Wąsia
- Anna Szymańczyk
- Łukasz Węgrzynowski
- Bartosz Martyna

i inni
Lektor tyłówki: Artur Kaczmarski

## Spis odcinków
| Nr | Tytuł                                         | Tytuł polski                                | Premiera             | Premiera w Polsce                         |
| -- | --------------------------------------------- | ------------------------------------------- | -------------------- | ----------------------------------------- |
| 1  | Mazu Takes a Chance / The Lost Egg            | Wyzwanie Rudzi / Porzucone jajo             | 18 stycznia 2019     | 29 kwietnia 2019                          |
| 2  | Saving Ayati / The Crevice                    | Przewrócona Ayati / Rozpadlina              | 18 stycznia 2019     | 30 kwietnia 2019                          |
| 3  | The Island / Don't Cave In                    | Wyspa / Jaskinia tajemnic                   | 25 stycznia 2019     | 1 maja 2019                               |
| 4  | Because Triceratops / Rock Out                | Prawdziwy triceratops / Świat twardzieli    | 1 lutego 2019        | 2 maja 2019                               |
| 5  | Air Archie / The Imitator                     | Podniebny Arek / Wierny naśladowca          | 8 lutego 2019        | 3 maja 2019                               |
| 6  | The Biggest Hero / Think Quick                | Największy bohater / Myśl szybko            | 15 lutego 2019       | 6 maja 2019 (A) 7 maja 2019 (B)           |
| 7  | Please Don't Pick the Flowers / No Joke       | Proszę nie zrywać kwiatów / Żarty na bok    | 22 lutego 2019       | 8 maja 2019 (A) 9 maja 2019 (B)           |
| 8  | Seeing Stars / A Tiny Triumph                 | Mapa gwiazd / Artystka Miłka                | 1 marca 2019         | 10 maja 2019 (A) 13 maja 2019 (B)         |
| 9  | Giganto's Laugh / Treasure!                   | Śmiech Giganto / Skarb!                     | 8 marca 2019         | 14 maja 2019 (A) 15 maja 2019 (B)         |
| 10 | Invisi-Bill / Patchy Sees the Light           | Niewidzialnozaur / Cefek wszystko widzi     | 15 marca 2019        | 16 maja 2019 (A) 17 maja 2019 (B)         |
| 11 | Differing Dino Tales / Big Bill               | Dino bajki do wyboru / Duży Dudek           | 22 marca 2019        | 19 sierpnia 2019 (A) 20 sierpnia 2019 (B) |
| 12 | Talent-o-saurus / Marsh the Raptor            | Talentozauriana / Maro i raptory            | 29 marca 2019        | 21 sierpnia 2019 (A) 22 sierpnia 2019 (B) |
| 13 | The Best Crest / The Drought                  | Najlepszy nochal świata / Susza             | 5 kwietnia 2019      | 23 sierpnia 2019 (A) 26 sierpnia 2019 (B) |
| 14 | Racing Giganto / Bill's Night Feast           | Wyścig z Giganto / Nocne wyżerki Dudka      | 19 kwietnia 2019     | 27 sierpnia 2019 (A) 28 sierpnia 2019 (B) |
| 15 | The Big Mean Green / How Giganto Got His Roar | Złośliwy gad / Skąd Giganto wziął swój ryk? | 10 maja 2019         | 29 sierpnia 2019 (A) 30 sierpnia 2019 (B) |
| 16 | The Challenge / Giganto's Boss                | Mecz o wszystko / Szef Giganto              | 7 czerwca 2019       | 2 marca 2020 (A) 3 marca 2020 (B)         |
| 17 | Follow the Leader / An Artist Is Born         | Dino przywódca / Narodziny artysty          | 28 czerwca 2019      | 4 marca 2020 (A) 5 marca 2020 (B)         |
| 18 | Bill's Broken Promise / Born Tree             | Ani mru mru / Maleńkie drzewcio             | 12 lipca 2019        | 6 marca 2020 (A) 9 marca 2020 (B)         |
| 19 | A Giganto Power / Crying Wolfasaurus          | Moc Giganto / Fałszywe alarmy               | 26 lipca 2019        | 10 marca 2020 (A) 11 marca 2020 (B)       |
| 20 | The Five Friends / A Tiny Favor               | Piąty przyjaciel / Miła przysługa           | 30 sierpnia 2019     | 12 marca 2020 (A) 13 marca 2020 (B)       |
| 21 | Coco Bill / Brothers and Sisters              | Kokosowy król / Bracia i siostry            | 6 września 2019      | 16 marca 2020 (A) 17 marca 2020 (B)       |
| 22 | The Floating Stone / The Light in the Storm   | Pływający kamień / Świecący w ciemności     | 26 października 2019 | 18 marca 2020 (A) 19 marca 2020 (B)       |
| 23 | Frozen Giganto / Dinosia                      | Zamarznięty Giganto / Dinozja               | 9 listopada 2019     | 13 grudnia 2019                           |
| 24 | The Shortest Day / Mazu's Comet               | Najkrótszy dzień / Kometa Rudzia            | 7 grudnia 2019       | 20 marca 2020 (A) 23 marca 2020 (B)       |
| 25 | A Very Sticky Problem / Forward Marsh         | Przymusowe towarzystwo / Nieśpieszny Maro   | 13 stycznia 2020     | 24 marca 2020 (A) 25 marca 2020 (B)       |
| 26 | Goodbye, Giganto                              | Żegnaj, Giganto                             | 29 lutego 2020       | 26 marca 2020 (A) 27 marca 2020 (B)       |